# Hachinohe
Hachinohe (八戸市; -shi) é uma cidade japonesa da província de Aomori.
Em 2003 a cidade tinha uma população estimada em 241 663 habitantes e uma densidade populacional de 1 129,42 h/km². Tem uma área total de 213,97 km².
Recebeu o estatuto de cidade a 1 de Maio de 1929.
O terminal ferroviário de Tōhoku Shinkansen situa-se na estação de Hachinohe.

## Cidade-irmã
- Federal Way, Estados Unidos
- Tacoma, Estados Unidos
- Manila, Filipinas